# Villars-sur-Var
Villars-sur-Var är en kommun i departementet Alpes-Maritimes i regionen Provence-Alpes-Côte d'Azur i sydöstra Frankrike. Kommunen ligger  i kantonen Villars-sur-Var som ligger i arrondissementet Nice. År 2022 hade Villars-sur-Var 783 invånare.

## Befolkningsutveckling
Antalet invånare i kommunen Villars-sur-Var
Referens: INSEE

## Galleri

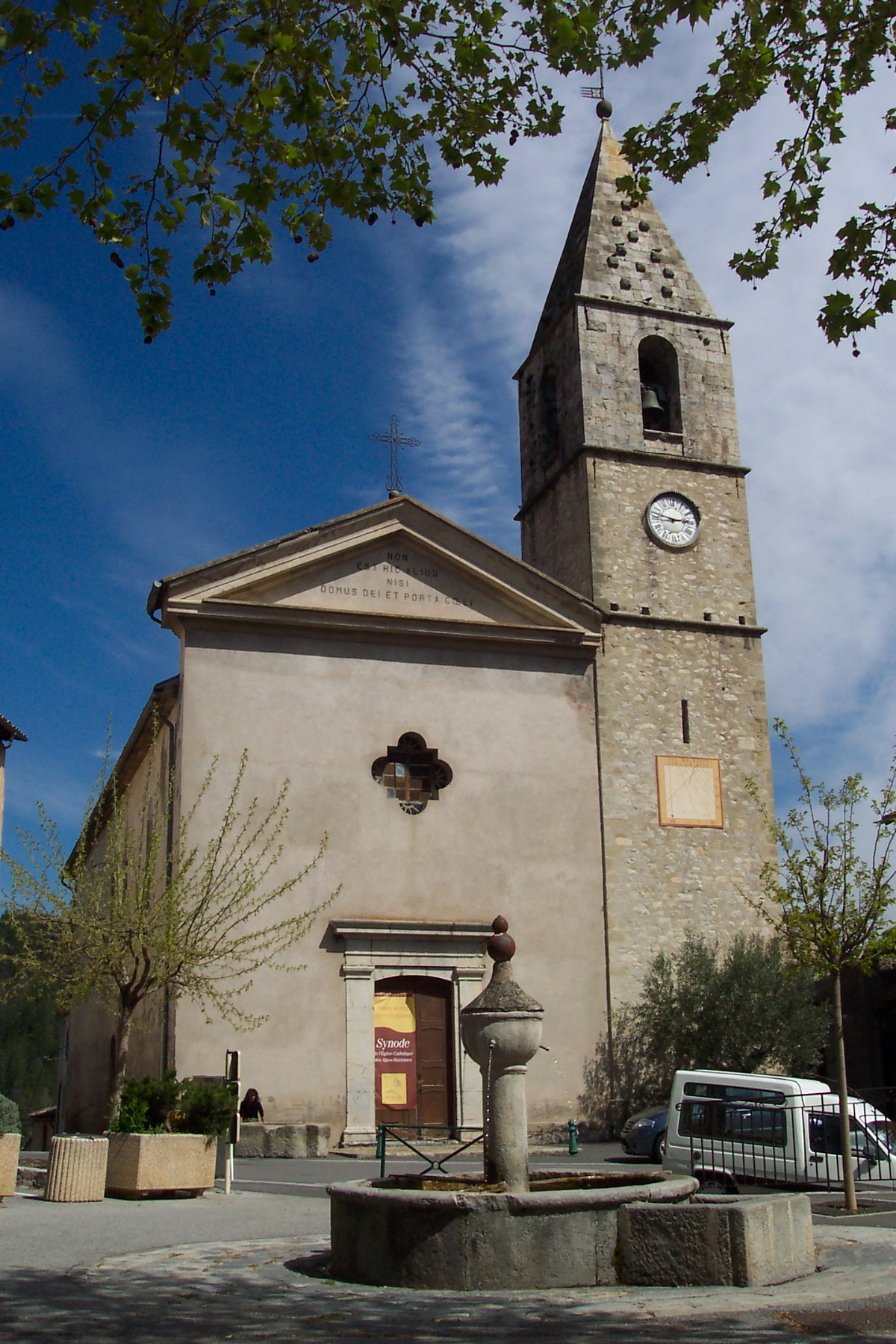
Kyrkan Saint-Jean-Baptiste
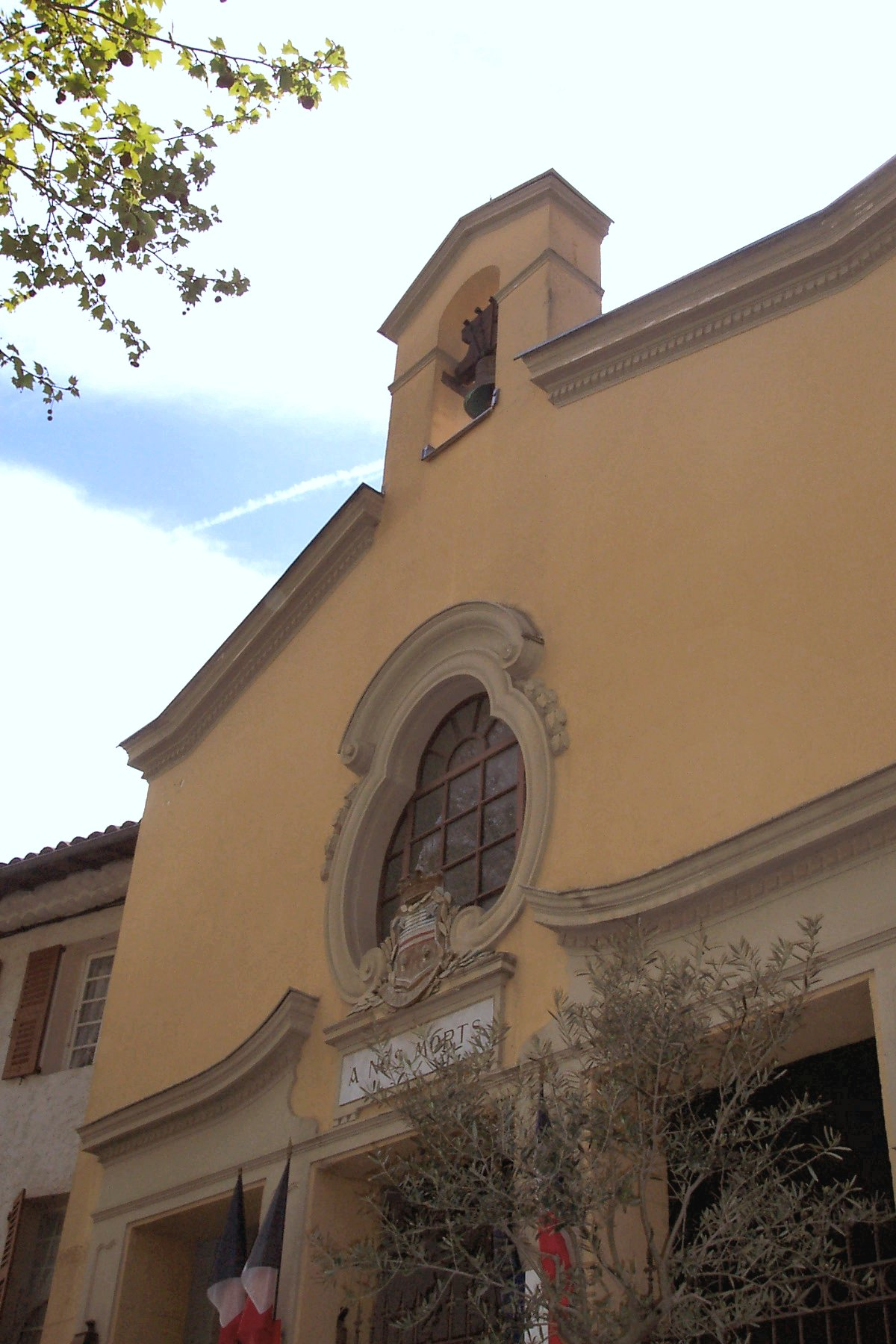
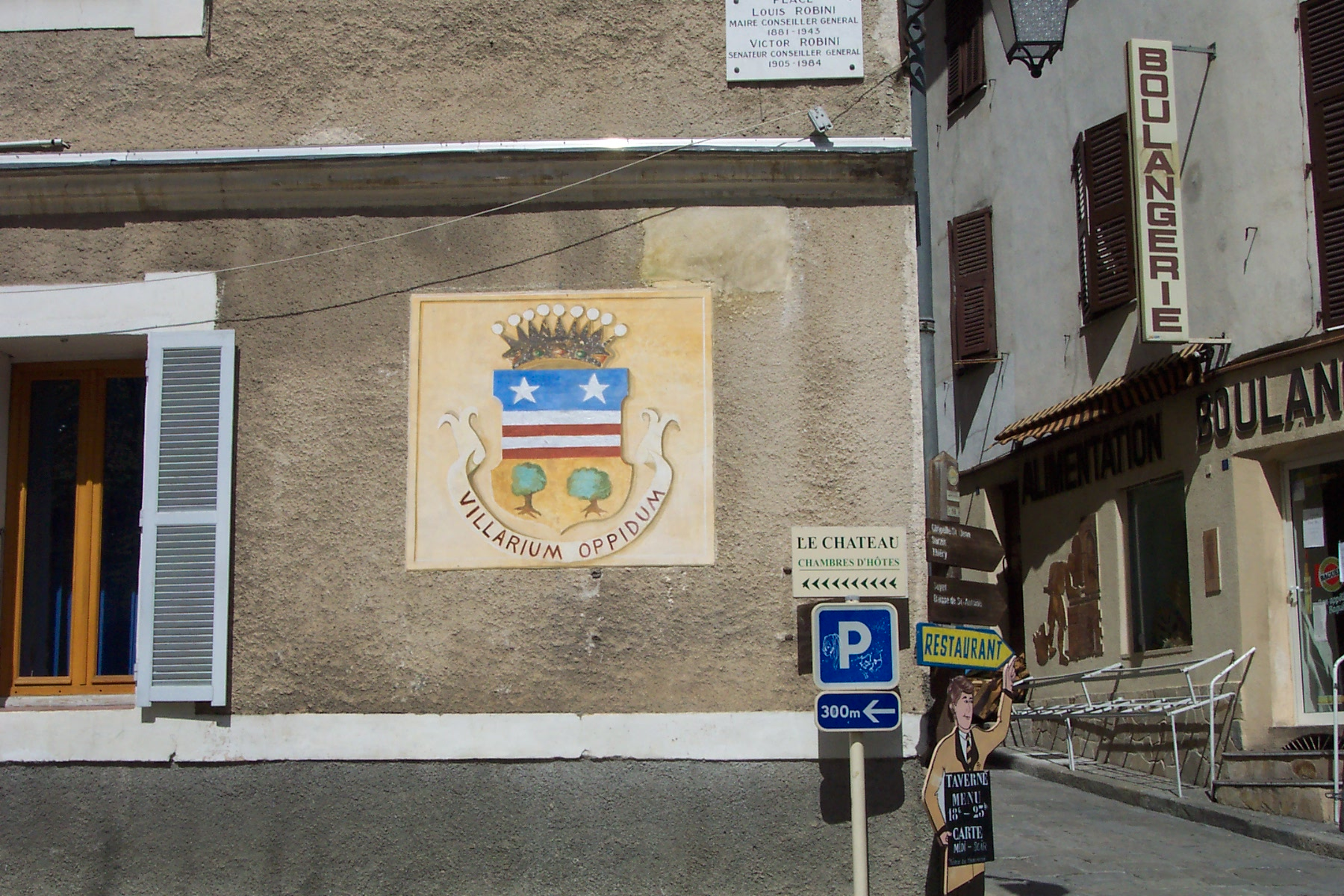
Kommunvapnet